# Tal Farlow
Tal Farlow, geboren als Talmage Holt Farlow, (Greensboro, 7 juni 1921 - Manhattan, 25 juli 1998) was een Amerikaanse jazzgitarist.

## Carrière
Tal Farlow begon op 8-jarige leeftijd gitaar te spelen, maar werd pas met 22 professioneel. Tussentijds werkte hij als schilder voor borden. Zijn carrière begon toen een luchtmachtbasis in Greensboro werd geopend, wat toentertijd onvermijdelijk de opening van muziekclubs met zich mee bracht. Daar verzamelde Farlow speelervaring en talrijke contacten, die hem spoedig naar New York brachten. In 1947 werkte hij met Dardanelle Breckenbridge, in 1948 met het trio van Marjorie Hyams en in 1949 met het sextet van Buddy DeFranco. Dan werd hij ingelijfd door Red Norvo in zijn innovatief trio met de bassist Charles Mingus, dat tot 1953 bestond. Na een verbintenis bij Artie Shaw was hij in 1954 en 1955 lid van Norvo's kwintet. Tijdens deze periode maakte hij zijn eerste opnamen onder zijn eigen naam. Tussen 1956 en 1958 leidde hij zijn eigen trio met de pianist Eddie Costa. Na zijn huwelijk trok Farlow zich terug uit de muziekbusiness en ging weer aan de slag in zijn oude beroep
Sporadische concerten, een optreden tijdens het Newport Jazz Festival 1968 en een tournee met de band van George Wein gingen vooraf aan de lp The Return of Tal Farlow 1969. Zijn feitelijke comeback was pas in 1976. Hij publiceerde meerdere platen bij het jazzlabel Concord Records en trad ook op in Europa (bijv. in 1982 met Norvo). Incidenteel speelde hij bij de formatie Great Guitars. Farlow bleef tot op hoge leeftijd een actieve muzikant.

## Zijn manier van spelen
Zijn grote handen leverden hem de bijnaam Octopus op. Ze stelden hem in staat tot complexe begeleidingsritmen, die in het bijzonder bij het drumloze Norvo Trio tot hun recht kwamen.
Volgens Attila Zoller kenmerkte Farlow zich door zijn gevoel voor harmonieën en zijn zelfontwikkelde grepen met speciale 'voicings'. Volgens hemzelf berustten Farlows improvisaties niet zoals gebruikelijk op toonladders, maar waren uitsluitend gebaseerd op akkoorden. Hij stelde zich intervalstructuren grafisch voor op de nek van zijn gitaar en slaagde erin om veel melodischer en geraffineerder te spelen dan vele andere jazzgitaristen.

## Overlijden
Tal Farlow overleed op 25 juli 1998 op 77-jarige leeftijd in het Memorial Sloan-Kettering Cancer Center in Manhattan aan de gevolgen van slokdarmkanker.

## Discografie
- 1951: The Red Norvo Trio - Move! (Savoy Records, 1950/51)
- 1952: Jazz Masters 41 / Finest Hour (Verve Records) -  compilaties over de Clef/Verve-opnamen bij Norman Granz van 1952-1958, met Red Norvo, Barry Galbraith, Red Mitchell, Ray Brown, Monty Budwig, Oscar Pettiford, Chico Hamilton
- 1956: First Set (Xanadu) met Eddie Costa, Vinnie Burke
- 1956: Second Set (Xanadu)
- 1956: The Swinging Guitar of Tal Farlow (Verve Records)
- 1969: The Return Of Tal Farlow (Prestige Records/OJC)
- 1976: On Stage (Concord)
- 1977: A Sign Of The Times (Concord) met Hank Jones, Ray Brown
- 1981: Chromatic Palette (Concord) met Tommy Flanagan, Gary Mazzaroppi
- 1991: Standards Recital (FD Music) met Philippe Petit

- Bibsys: 2035915
- Bibliothèque nationale de France: cb13942151m (data)
- Gemeinsame Normdatei: 134370503
- International Standard Name Identifier: 0000 0000 8136 1027
- Library of Congress Control Number: n80147123
- Nationale Bibliotheek van Letland: 000068326
- MusicBrainz: 177e3c4c-fb44-4981-bbe6-9b34d9c53bfd
- Nationale Bibliotheek van Tsjechië: xx0071395
- Nederlandse Thesaurus van Auteursnamen: 07487313X
- Réseau des bibliothèques de Suisse occidentale: 02-A003231812
- Istituto Centrale per il Catalogo Unico: UBOV556296
- SNAC: w6320vb8
- Système universitaire de documentation: 080784658
- Virtual International Authority File: 56800907
- WorldCat: E39PBJjMvtjjFvgcRrD8GJTfv3